# Juan Ignacio Martínez
Juan Ignacio Martínez Jiménez (Alicante, 23 giugno 1964) è un allenatore di calcio ed ex calciatore spagnolo, di ruolo difensore.
Dal 2011 al 2013 ha allenato il Levante, portando la formazione levantina alla qualificazione in Europa League.